# Atari Falcon
Atari Falcon030 Computer System — последний компьютер компании Atari, при разработке носил кодовое имя Sparrow. В основе компьютера процессор Motorola 68030, также имеется встроенный цифровой сигнальный процессор Motorola 56000, что сильно отличает эту машину от других микрокомпьютеров того времени.
Falcon был выпущен на рынок в конце 1992 года, но уже в 1993 году производство было прекращено, поскольку Atari проходила реструктуризацию для производства своего нового продукта — игровой консоли Atari Jaguar.
Производительность Falcon была не столь высокой как могла бы быть, прежде всего из-за решения поставить 32-разрядный процессор 68030 на 16-разрядную шину данных. Конечно, это было сделано для сохранения совместимости с Atari ST. В подобной ситуации была компания Apple Computer: её критиковали за такое же решение при разработке компьютера Macintosh LC.
Atari сделала несколько прототипов компьютера Falcon040 на процессоре Motorola 68040, но прекратила его разработку с тем, чтобы полностью сосредоточиться на разработке Atari Jaguar. Корпус Falcon040 формата «микробокс» имеет возможность горизонтальной и вертикальной установки. Впоследствии подобный формат использовался в PlayStation 2.

## Технические характеристики
- Процессор: Motorola 68030 на частоте 16 МГц
- Сопроцессор для чисел с плавающей запятой: опционально, Motorola 68881 или Motorola 68882
- Сигнальный процессор: Motorola 56001 на частоте 32 МГц
- Графика: программируемый видеоконтроллер «VIDEL»
  - Палитра из 262144 доступных цветов
  - Режимы на 2, 16 либо 256 цветов
  - Возможность подключения телевизора либо монитора
- Звук:
  - 16-разрядный вход и выход, до 50 кГц
  - Звуковой сопроцессор
  - Yamaha Y3439-F для совместимости с ST
- Память: 1, 4 либо 14 МБ ОЗУ, 512 КБ ПЗУ
- Шина: 16-разрядная, на частоте 16 МГц
- Ввод-вывод
  - IDE жёсткий диск 2,5" встроенный
  - Привод гибких дисков 3,5" встроенный
  - Внешний коннектор SCSI-II
  - Вход/выход MIDI
  - 2 последовательных порта
  - Двунаправленный LPT-порт
  - DSP-порт
  - 2 порта для джойстика/мыши
  - 2 порта аналоговых джойстиков (совместимых с STE и Jaguar)
  - Порт картриджа
  - Порт локальной сети, совместим с LocalTalk